# 贡夫勒维尔
贡夫勒维尔（法語：Gonfreville，法語發音：[ɡɔ̃fʁəvil]）是法国芒什省的一个市镇，属于库唐斯区。

## 地理
贡夫勒维尔（49°14'18"N, 1°24'2"W）面积9.04 平方千米，位于法国诺曼底大区芒什省，该省份为法国西北部沿海省份，西、北、东北三面环大西洋，东起顺时针与卡爾瓦多斯省、奧恩省、马耶讷省和伊勒-维莱讷省接壤。
与贡夫勒维尔接壤的市镇（或旧市镇、城区）包括：戈尔日、奈镇、佩里耶、塞沃河畔圣日耳曼、圣帕特里斯德克莱。

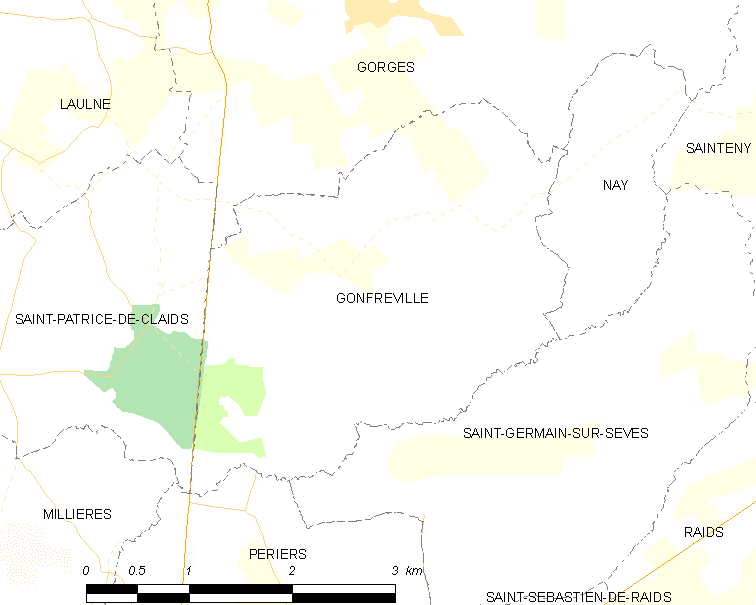
贡夫勒维尔的OSM定位图

贡夫勒维尔的时区为UTC+01:00、UTC+02:00（夏令时）。

## 行政
贡夫勒维尔的邮政编码为50190，INSEE市镇编码为50208。

## 政治
贡夫勒维尔所属的省级选区为阿贡-库坦维尔县。

## 人口

1962-2008年间贡夫勒维尔人口变化图示

贡夫勒维尔于2022年1月1日时的人口数量为162人。